# Adolf Friedrich (Ethnologe)
Adolf Friedrich (* 22. April 1914 in Hofheim am Taunus; † 25. April 1956 in Rawalpindi, Pakistan) war ein deutscher Ethnologe (Völkerkundler). Zusammen mit Georg Buddrus gab er 1955 eine Sammlung von aus dem Russischen übersetzten Schamanengeschichten aus Sibirien heraus. Er habilitierte 1942 bei Hermann Baumann in Wien, lehrte am Frobenius-Institut in Frankfurt am Main und wurde 1947 auf den neu geschaffenen Lehrstuhl für Völkerkunde am heutigen Institut für Ethnologie und Afrikastudien der Universität Mainz berufen.
Friedrich gehörte zu den Organisatoren der Mainzer Kongo-Expedition.
Während seiner Expedition am Hindukusch erlag er einem Herzleiden und wurde in Rawalpindi provisorisch beigesetzt. Heute ist er in seiner Heimatgemeinde Hofheim beerdigt. Dort wurde eine Straße nach ihm benannt.

## Schriften
- Afrikanische Priestertümer. Vorstudien zu einer Untersuchung. Strecker & Schröder, Stuttgart 1939.
- mit Georg Buddrus: Schamanengeschichten aus Sibirien. Barth, München-Planegg 1955.